# Протонефридии

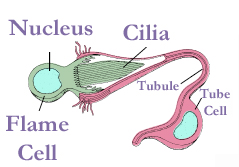
Схема строения протонефридия

Протонефридии — органы выделения у низших беспозвоночных (плоские черви, коловратки, приапулиды, некоторые кольчатые черви и т. д.). Протонефридиальная система также может осуществлять функции осморегуляции и распределения.
Протонефридии — система простых или ветвящихся канальцев эктодермального происхождения, залегающих в паренхиме или в полости тела животного. Канальцы впадают в главный канал, открывающийся наружу 1—2 или несколькими порами. У сосальщиков и коловраток протонефридии открываются в мочевой пузырёк, у скребней и приапулид — в половые протоки. У животного может быть два или более протонефридия. Их слепые концы расширяются в виде луковицы, в полость которой выступают одна или несколько длинных ресничек. Если ресничка одна, терминальную клетку называют соленоцитом; если же ресничек много (иногда несколько десятков), то тогда эта структура называется пламенной клеткой, так как пучок ресничек с его волнообразными движениями несколько напоминает мерцающее пламя свечи. Движения ресничек вызывают постоянный ток жидкости через тончайшие щели в стенках начальной части канальца и далее по каналам к выводному отверстию. Перфорации в терминальной клетке достаточно велики для прохождения мелких молекул, но более крупные, белки, остаются в организме.